# کمپین ریاست‌جمهوری فرناندو حداد، ۲۰۱۸
کمپین ریاست‌جمهوری فرناندو حداد، ۲۰۱۸ (انگلیسی: Fernando Haddad presidential campaign, 2018) در ۱۱ سپتامبر ۲۰۱۸ درست دو هفته بعد از اعلام کاندیداتوری لوئیس ایناسیو لولا داسیلوا رئیس‌جمهور پیشین برزیل که پس از اعلام محکومیتش توسط دادگاه عالی انتخابات برزیل از نامزدی در انتخابات ریاست جمهوری منع شد، به عنوان معاون رئیس‌جمهور داسیلوا جایگزین وی گردید؛ و معاون فرناندو حداد پی‌سی‌داب (PCdoB) از نمایندگان مجلس قانونگذاری برزیل از حزب کمونیست معرفی شد.
نتایج اعلام شده در اکتبر حاکی از آن بود که حداد با ۲۹ درصد آرا رتبه دوم را به دست آورد و ژائیر بولسونارو با ۴۶/۰۳ درصد آرا رتبه نخست را از آن خود کرد اما به دلیل نرسیدن به حد نصاب، دومین دور انتخابات که مصاف حداد با ژائیر بولسونارو است در تاریخ ۲۸ اکتبر ۲۰۱۸ برگزار خواهد شد.

## نامزد رئیس‌جمهور
| نامزد حزب کارگر، ۲۰۱۸       |                                                     |
| فرناندو حداد                | مانوئلا داویلا                                      |
| رئیس‌جمهوری                  | معاون رئیس‌جمهور                                     |
|                             |                                                     |
| شهردار سائوپولو (۲۰۱۳–۲۰۱۶) | معاون مجلس قانونگذاری ریو گرانده دو سول (۲۰۱۵–۲۰۱۸) |
| name=UOL                    |                                                     |